# Anisak
La rivière Anisak est un cours d'eau d'Alaska, aux États-Unis situé dans le borough de Northwest Arctic. C'est un affluent de la rivière Noatak.

## Description
Longue de 65 milles (105 km), elle prend sa source dans les montagnes De Long et coule en direction du sud-est vers la rivière Noatak à 54 milles (87 km) du col Howard, dans la chaîne Brooks, et à environ 22 milles (35 km) du lac Feniak.
Son nom eskimo a été référencé en 1956 par Orth.